# Мураками, Такаси
Такаси Мураками (яп. 村上 隆 Мураками Такаси,  род. 1 февраля 1962 года в Токио) — современный японский художник, живописец, скульптор и дизайнер. Живёт и работает в Токио и Нью-Йорке. Известен стиранием грани между элитарным и массовым искусством. Такаси ввел термин «суперфлэт», описывающий как эстетические элементы японской художественной традиции, так и природу послевоенной японской культуры и общества, а также использующийся в художественном стиле Мураками и других японских художников, на которых он оказал влияние.
Основатель и президент Kaikai Kiki Co., Ltd., с помощью которой курирует несколько молодых художников. В прошлом Мураками был организатором проходящей раз в два года художественной ярмарки Geisai.

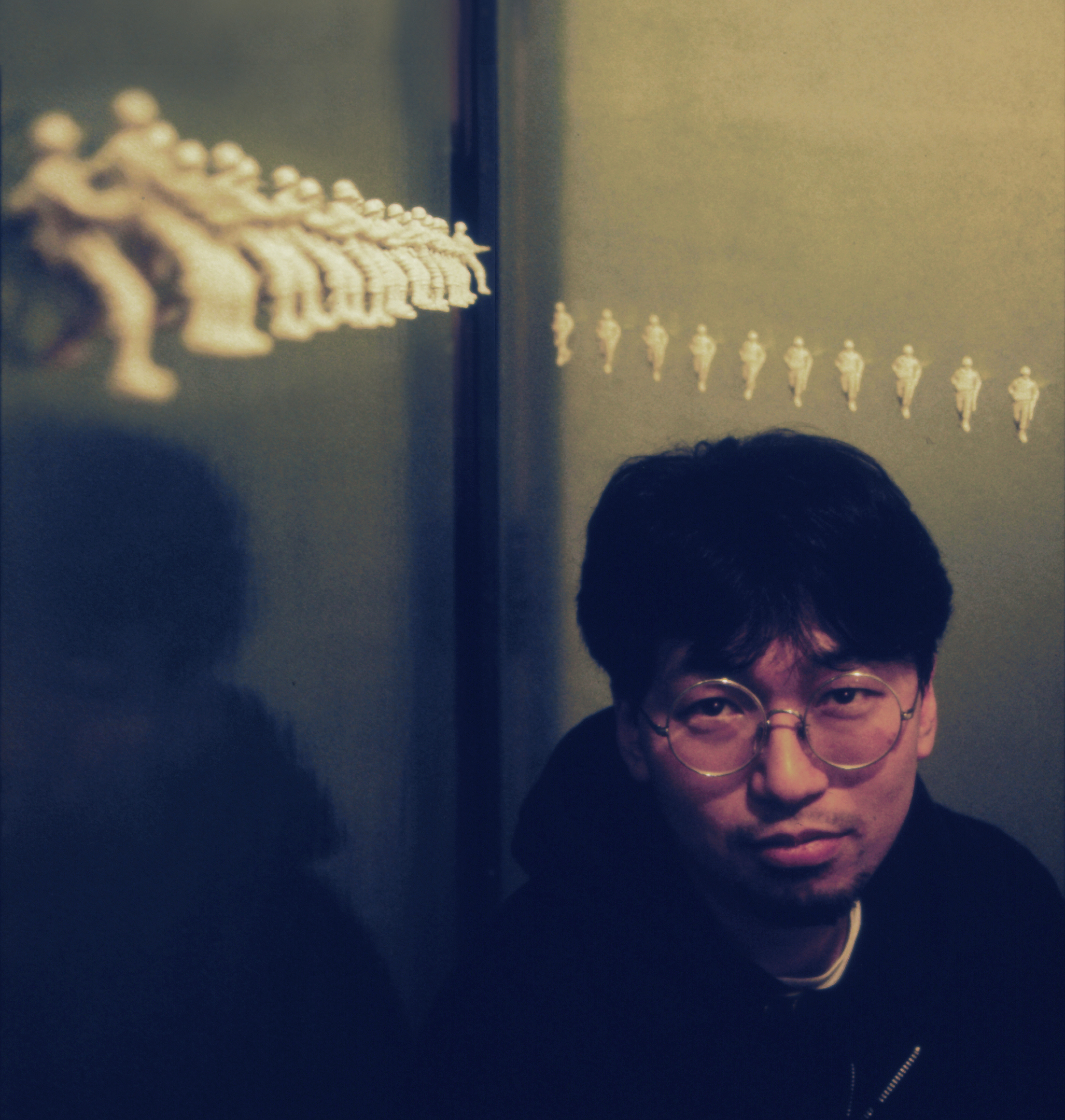
Мураками в Galeria Mars em Tokyo, 1992. Фото Итаки Дарина Паппаса

## Образование
Получил образование в Токийском университете искусств в 1986—1993 годах.

## Творчество
- Такаси Мураками — один из наиболее успешных современных японских художников. Его разноплановая деятельность охватывает искусство, дизайн, анимацию, моду и популярную культуру.
- Мураками получил докторскую степень престижного Токийского университета изящных искусств и музыки, где он изучал традиционную японскую живопись девятнадцатого века, известную как «нихонга». Однако популярность аниме и манга направили его интерес к искусству анимации, потому что, по его словам, «это лучше представляло современную жизнь Японии». Американская популярная культура в виде анимации, комиксов и моды также повлияла на его творчество, которое включает живопись, скульптуру, инсталляции, анимацию и широкий спектр коммерческих продуктов.
- В 2000 Мураками выступил куратором выставки Superflat, которая была посвящена влиянию индустрии массовых развлечений на современную эстетику. Также Мураками известен своим сотрудничеством с Marc Jacobs по созданию сумок и других товаров для Louis Vuitton. В своих работах Мураками играет с такими противоположностями, как Восток-Запад, прошлое и настоящее, высокое и низкое, его работы при этом все равно остаются забавными и доступными. Его работы объединяют мир популярной японской современной культуры и исторической японской живописи.
- В 2007—2008 состоялась большая ретроспективная выставка художника — «© Murakami», которая была показана в Музее современного искусства Лос-Анджелеса, Бруклинском Музее в Нью-Йорке, Museum fur Moderne Kunst во Франкфурте, Музее Гуггенхайма в Бильбао. Выставка включала более девяноста работ в различных медиа, созданных на протяжении всей карьеры художника.
- В 2008 скульптура Такаси Мураками «My Lonesome Cowboy» (1998) была продана на аукционе Sotheby за $15.2 миллионов (ценовой рекорд для Мураками).
- В 2010 году произведения Такаси Мураками были выставлены в Версальском дворце во Франции

### Персональные выставки
| - 2017—2018 «Гараж», Москва «Такаси Мураками. Будет ласковый дождь», - 2010 PinchukArtCentre, Kyiv - 2009 Gagosian Gallery, London - 2008 Davy Jones’ Tear, Blum & Poe, Лос-Анджелес - 2007-08 © Murakami, Museum of Contemporary Art, Лос-Анджелес; Brooklyn Museum, Нью-Йорк; Museum fur Moderne Kunst, Франкфурт; Museo Guggenheim Bilbao, Бильбао - 2007-08 Oval Buddha, 590 Madison, New York, NY - 2007 Tranquility of the Heart Torment of the Flesh — Open Wide the Eye of the Heart, and Nothing is Invisible, Gagosian Gallery, New York, NY - 2005 Kaikai Kiki Exhibition, Aoi Gallery, Osaka, Japan - 2005 Takashi Murakami Print show, Mizuho Oshiro Gallery, Kagoshima, Japan - 2005 T1: Takashi Murakami, Fondazione Sandretto Re Rebaudengo, Turin, Italy - 2005 Installation at Roppongi Hills, Tokyo, Japan - 2005 Post and After, Brandise University, Randallstown, MD - 2004 Satoeri Ko2 Chan, Tomio Koyama Gallery, Tokyo, Japan - 2004 Inochi, Blum & Poe, Los Angeles, CA - 2003 Reversed Double Helix, Rockefeller Center, New York, NY - 2003 Superflat Monogram, Marianne Boesky Gallery, New York, NY - 2003 Superflat Monogram, Galerie Emmanuel Perrotin, Paris, France - 2002 Takashi Murakami, Fondation Cartier pour l’art contemporain, Paris, France (traveled to the Serpentine Gallery, London, United Kingdom) (cat.) - 2001 Takashi Murakami: Summon Monsters? Open the Door? Heal? Or Die? Museum of Contemporary Art Tokyo, Tokyo, Japan - 2001 Takashi Murakami: Made in Japan, Museum of Fine Arts, Boston, MA - 2001 Takashi Murakami: Mushroom, Marianne Boesky Gallery, New York, NY - 2001 Takashi Murakami: WINK, Grand Central Station, New York, NY - 2001 Kaikai Kiki, Galerie Emmanuel Perrotin, Paris, France - 2000 Takashi Murakami: Second Mission Project Ko2, P.S.1, New York, NY Contemporary Art Center, Long Island City, NY - 2000 727, Blum & Poe, Santa Monica, CA - 2000 KAI KAI KI KI: Superflat, Issey Miyake Men, Tokyo, Japan - 2000 Shinsaibashi Parco, White Cube Gallery, Osaka, Japan - 1999 Takashi Murakami: The Meaning of the Nonsense of the Meaning, Center for Curatorial Studies Museum, Bard College, Annandale-on-Hudson, New York (curated by Amada Cruz) (cat.) - 1999 Takashi Murakami: DOB in the Strange Forest, Parco Gallery, Tokyo, Japan - 1999 Takashi Murakami: Super Flat, Marianne Boesky Gallery, New York, NY - 1999 Takashi Murakami: Love and DOB, Gallery KOTO, Okayama, Japan - 1999 Murakami Takashi — PATRON, Marunuma Art Park, Asaka, Japan - 1998 Back Beat, Blum & Poe, Santa Monica, CA - 1998 Super Flat and Back Beat 2, Tomio Koyama Gallery, Tokyo, Japan - 1998 Moreover, DOB Raise His Hand, Saghacho Bis, Tokyo, Japan - 1998 Takashi Murakami: Hiropon Project Koko-Pity, Sakuraku Jet Airplane Nos. 1—6, Feature Inc., New York, NY - 1997 Takashi Murakami, Blum & Poe, Santa Monica, CA - 1997 Emmanuel Perrotin, Paris, France - 1997 Takashi Murakami: 7272 — To Dream of Bombay, Art Space HAP, Hiroshima, Japan | - 1997 Takashi Murakami, State University of New York at Buffalo Art Gallery, Buffalo, NY - 1997 Takashi Murakami, Gallery KOTO, Okayama, Japan - 1996 Takashi Murakami: Sculpture and Paintings, Feature, Inc., New York, NY - 1996 Gavin Brown’s Enterprise, New York, NY - 1996 Gallery KOTO, Okayama, Japan - 1996 Takashi Murakami: 727, Tomio Koyama Gallery, Tokyo, Japan - 1996 Konnichiwa, Mr. DOB, Kirin Plaza Osaka, Osaka, Japan - 1996 727, Aoi Gallery, Osaka, Japan - 1996 Takashi Murakami: A Very Merry Unbirthday, To You, To Me!, Ginza Komatsu, Tokyo, Japan - 1995 Takashi Murakami, Emmanuel Perrotin, Paris, France - 1995 Takashi Murakami: Crazy Z, SCAI The Bathhouse, Tokyo, Japan - 1995 Takashi Murakami: Niji, Gallery Koto, Okayama, Japan - 1995 Takashi Murakami: Mr. Doomsday Balloon, Yngtingagatan 1, Stockholm, Sweden - 1994 Fujisan, Gallery Koto, Okayama, Japan - 1994 Which is Tomorrow? — Fall In Love-, SCAI the Bathhouse, Tokyo, Japan - 1994 Japan Azami, Kikyo, Ominaeshi, Aoi Gallery, Osaka, Japan - 1993 Takashi Murakami, Nabisu Gallery, Tokyo, Japan - 1993 Takashi Murakami: A Very Merry Unbirthday!, Hiroshima City Museum of Contemporary Art, Hiroshima, Japan - 1993 Takashi Murakami: A Romantic Evening, Gallery Cellar, Nagoya, Japan - 1992 Wild, Wild, Rontgen Kunst Institut von Katsuya Ikeuchi Gallery AG, Tokyo, Japan - 1991 Takashi Murakami: Doctor of Fine Arts Final Exhibition, Art Gallery at Tokyo National University of Fine Arts and Music, Tokyo, Japan - 1991 Aoi Gallery, Osaka, Japan - 1991 One Night Exhibition 8.23, Rontgen Kunst Institut von Katsuya Ikeuchi Gallery AG, Tokyo, Japan - 1991 Takashi Murakami, Gallery Aries, Tokyo, Japan - 1991 It’s That I am Against Acceptance of It, Hosomi Gallery Contemporary, Tokyo, Japan - 1989 Exhibition L’Espoir: Takashi Murakami, Gallery Ginza Surugadai, Tokyo, Japan - 1989 Takashi Murakami: New Works, Cafe Tiens!, Tokyo, Japan |

### Публичные коллекции
- Center for Curatorial Studies Museum, Bard College, NY
- Contemporary Art Museum, Kanazawa, Japan
- Museum of Contemporary Art, Chicago, IL
- Museum of Contemporary Art, Los Angeles
- Museum of Fine Arts Boston
- Museum of Modern Art, New York
- Pinchuk Art Centre, Kiev, Ukraine
- Samsung Museum of Art, Seoul, Korea
- San Francisco Museum of Modern Art
- Queensland Museum, Brisbane, Australia
- Walker Art Center, Minneapolis

### Работы
- 2008 Davy Jones' Tear
- 2008 Initiate the speed of cerebral synapse at free will
- 2007—2008 Oval Buddha
- 2001—2006 Flower Matango
- 1999—2007 Second Mission ko2, Advanced (Ga-Walk Type, Jet Airplane Type, and Human Type)
- 2006 727 — 727
- 2004 Inochi

## Художественный стиль
Мураками относит свой художественный стиль к суперфлэту. Он примечателен своим особым использованием цвета, включением традиционных и популярных японских мотивов, плоских и глянцевых поверхностей, и нечто, что можно описать как что-то одновременное милое, психоделическое и сатирическое. Часто повторяющиеся элементы в его работах — улыбающиеся цветы, культовые персонажи, грибы, черепа, буддийская иконография и сексуальные комплексы отаку культуры. Одно из самых известных произведений Мураками, скульптура «Хиропон» (Hiropon), раскрывает его любовь к культуре отаку. Она была сделана в 1997 году и показывала «культуру отаку и его странную и шокирующую сексуальность, выкрученную на полную» и в ней снова, как и в другой скульптуре Мураками «Мой одинокий ковбой», («My Lonesome Cowboy») вокруг витают остатки спермы.
В дополнение к своим большим картинам, таким как «727» (Музей современного искусства (Нью-Йорк)) и «Tan Tan Bo Puking — a.k.a. Gero Tan», он также создавал скульптуры, воздушные шары, анимацию, принты, плакаты и разнообразный мерч.

## Kaikai Kiki
Мураками основал Kaikai Kiki Co., Ltd. в 2001 году в Японии, Kaikai Kiki New York, LLC в 2001 году в Нью-Йорке, и Kaikai Kiki LA, LLC в 2010 в Лос-Анджелесе. Название «Kaikai Kiki» (カイカイキキ), означающее «смелый, сильный и чуткий», он позаимствовал у одного художественного критика конца 17-го века, который использовал его для описания картин Кано Эйтоку.
Kaikai Kiki осуществляет широкий спектр художественных работ Мураками и включает в себя как офисы, так и производственные студии. В дополнение к производству и продвижению произведений искусства и проектов Мураками, компания работает с молодыми художниками, организует международные художественные проекты, производит и продвигает мерч, а также занимается проведением ярмарки Geisai.
Добившись успеха и международного признания, Мураками посвятил себя воспитанию и поддержке молодого поколения японских художников. Сравнивая свою деятельность с деятельностью звукозаписывающего лейбла, он предлагает как материально-техническую поддержку, так и практические советы по карьере. Благодаря этим усилиям Такаси стремится создать уникальный и устойчивый рынок произведений искусства в Японии.
В 2008 году Kaikai Kiki превратила подвальное помещение своего офиса в Токио в галерею. Эта галерея проводит выставки не только своих художников, но и таких международных имен как Марк Гротьян и Фридрих Кунат. Все выставки курируются Мураками.
В 2010 году ими была открыта вторая галерея под названием Hidari Zingaro. В настоящее время она включает в себя четыре отдельных помещения в торговом центре Накано в Накано, Токио.
Компания и её галереи представляют ряд выдающихся международных художников, таких как: KAWS, Марк Гротьян, Ансельм Рейле, Мэтью Монахан, Сонна Хонг, Ая Такано, Тихо Аосима, Mr., Вирджил Абло, Майкл Рикио Мин Хи Хо, Кадзуми Накамура, Юдзи Уэда, Тинацу Бан, Рей Сато и Фридрих Кунат. Компания начала свою деятельность в Сайтаме, Япония. На данный момент имеет офисы в Токио и Нью-Йорке, а также филиалы в Берлине и Тайване.

## Geisai
С 2002 по 2014 год Мураками был организатором уникальной художественной ярмарки Geisai. Она проводилась один раз в год в Японии и один раз в год в другом городе (Тайбэе или Майами). Вместо того, чтобы предоставлять пространство для уже показанных галерей, ярмарка позволяла художникам создавать свои собственные стенды и напрямую взаимодействовать с потенциальными покупателями.

## Книги
- Murakami, Takashi «Geijutsu Kigyoron» ISBN 978-4-344-01178-6
- Murakami, Takashi «Geijutsu Tosoron» ISBN 978-4-344-01912-6
- Murakami, Takashi «Summon Monsters? Open The Door? Heal? Or Die?» ISBN 978-4-939148-03-3
- Murakami, Takashi «Superflat» ISBN 978-4-944079-20-9
- Murakami, Takashi «Little Boy: The Arts of Japan’s Exploding Subculture» ISBN 978-0-300-10285-7
- Cruz, Amanda/Friis-Hansen, Dana/Matsui, Midori «Takashi Murakami: The Meaning of the Nonsense of the Meaning» ISBN 978-0-8109-6702-1
- Schimmel, Paul «©Murakami» ISBN 978-0-8478-3003-9
- Le Bon, Laurent «Murakami Versailles» ISBN 978-2-915173-72-7